# Drago Marić
Drago Marić (Kninsko Polje, 16. listopada 1939. - ), hrvatski novinar i publicist, povjesničar športa 

## Životopis
Drago Marić, novinar, publicist i povjesničar športa, rođen je u Kninskom Polju 16. listopada 1939. godine. Osnovnu školu pohađa u Garešnici, Kutini i Kninu, gimnaziju u Zadru, a na Filozofskom fakultetu u Zadru diplomira hrvatski jezik s jugoslavenskim književnostima 1964.
Još kao student, 1961. godine, radio je u osnovnoj školi u Ninu. Od 1965. – 1968. predaje književnost s osnovama jezične i estetske kulture na Školi učenika u privredi u Kninu. Od 1968. do 1979. radio je u zadarskom Zavodu za zapošljavanje. Potom je 1979. – 1991. godine bio prvi profesionalni tajnik Nogometnoga saveza Zadar, a zatim od 1991. do umirovljenja 2002. profesionalni novinar Slobodne Dalmacije.
Godinama je bio aktivni športaš, igrajući 8 sezona nogomet za NK Zadar, te 2 sezone za NK Goran iz Zatona kraj Zadra.

## Novinarski rad
Pisati je počeo još kao student 1961. godine. Bio je dugogodišnji suradnik Sportskih novosti, Vjesnika, zadarskog Narodnog lista, Zadarskog lista, Regionala, Vox - glasa Zadra, te kraće vrijeme ljubljanskog Dela, sarajevskog Večernjeg lista, riječkog Novog lista, kao i radio postaja Radio Zadar i Radio Zagreb. Od 1991. do umirovljena radio je kao profesionalni novinar na mjestu urednika športa za Zadarsku županiju u zadarskoj redakciji Slobodne Dalmacije.

## Publicistički rad
Uz športsko-novinarski rad bavi se poviješću zadarskog športa, a posljednjih godina književnim uradcima. Autor je 22 samostalne knjige i brošure, i koautor u još devet publikacija. Knjiga Bog je stvorija čovika, Zadar košarku(Povijest zadarske košarke 1930. – 1995.) bila je 1996. godine na izložbi Hrvatske knjige u New Yorku.

## Djela
Samostalne publikacije: 
- 20 godina KK Puntamika, KK Puntamika, Zadar, 1994.
- 1. Tour de Croatia 94, Grad Zadar, Zadar, 1994.
- Presjek kroz povijest nogometa u Debeljaku, NK Debeljak, 1994.
- 100 godina nogometa u zadarskom kraju, Zadar, Cezar Press Zadar, 1995.
- Bog je stvorija čovika, Zadar košarku, Zadiz Zadar, 1996.
- Pola stoljeća Plivačkog kluba Zadar, Zadiz Zadar, 1997.
- KK Zadar sezona 1998. / 99., KK Zadar, 1998.
- 120 godina biciklizma u Zadru, BK Zadar, 2002.
- Zlato i srebro Zubaca, Zadiz Zadar, 2003.
- Stoljeće zadarskog jedrenja, Zadiz Zadar, 2004.
- Od Ravnica do Višnjika (košarka), Zadiz Zadar, 2004.
- 80 godina HNK Velebit, Zadiz Zadar, 2005.
- Atletski športski klub Zadar, AAŠK Zadar, 2006.
- Povijest zadarske odbojke(1939. – 2006.), Odbojkaški savez Zadarske županije, 2007. (uknjiženi feljton)
- Šport kod zadarskih Arbanasa, NK Arbanasi, Zadar, 2008.
- Sjećanje na Hrvoja, VOX, Zadar, 2010.
- Rukomet u Zadru i okružju, Športska zajednica Zadarske županije i Rukometni savez Zadarske županije, 2012.
- Ižijeva ruža vjetrova, Isidor Maršan, Zadar, 2012.
- Zadarski kampaneli, Matica Zadrana, Zadar, 2012.
- Baština ZADARskog sporta, Zadar, 2013.
- S Četiri kantuna, Matica Zadrana, 2015.
- Čovjek s Olimpa (Život i djelo K. Ćosića), TDA Brod, hrvatski-engleski, 2016.
- Kazivanja naših starih o tradiciji zadarskih Arbanasa, Tomislav Perović i Krsto Perović, 2016.
- Priče podsjetnice, Zadarska županija, 2016.
- Zadarsko iverje, Grad Zadar, 2017.
- Zadar nekad i sad, Turisthotel d.d. Zadar, 2017.
- Foto Vjeko, Vjeko, Doli i Jadranko, 2017.
- Zadrom kroz vrijeme, Vlastita naklada, 2018.
- Od Punte Bajlo do Puntamike, Vlastita naklada, 2018.
- Zadru za dar, Vlastita naklada, 2018.
- Blagoslovi Bože Zadar, Vlastita naklada, 2019.
- Naši ljudi i događaji, Vlastita naklada, 2019.
- Rivom, Trgom i Murajem, Vlastita naklada, 2019.
- Otkidanja od zaborava, Vlastita naklada, 2020.
- Kroz Zadar i oko njega, Vlastita naklada, 2020.
- Među nama, Vlastita naklada, 2021.
- Da se ne zaboravi, Vlastita naklada, 2021.
- Zadrom uzduž i poprijeko, Vlastita naklada, 2021.
- Tragom fotografije, Vlastita naklada, 2021.
- U posjetu sjećanjima, Donat Zadarska Tiskara, 2021.

Sudjelovao je kao stručni suradnik u monografiji Legenda o Krešimiru Ćosiću. 
Autor je 22 feljtona iz povijesti zadarskog športa među kojima se posebice ističe Život i djelo Krešimira Ćosića. 
U suradnji s autorom Bernardom Kotlarom:
- Štorija o Zadarskim Arbanasima (DVD), Zadar, 2006.
- Arbanaški slavuji, Zadar (DVD), 2009.
- Zadarski Arbanasi i bicikle( izložba), 2009.
- Arbanaška vjenčanja iz prašnih albuma (izložba starih fotografija), 2010.
- 100 godina nogometa među Zadarskim Arbanasima (DVD), 2010.
- Stara arbanaška ognjišta(izložba starih fotografija), 2011.
- Tekst za Kotlarov film Kroz Arbanase (Arbanaška razglednica, film), 2011.
- Na TV VOX šest emisija o zadarskom sportu, 2011
- DVD "Kroz Arbanase" (Arbanaška razglednica), 2011.
- Knjiga "Kazivanja naših starih o tradiciji ZADARskih Arbanasa", 2016.

## Izložbe
(u suradnji s Radoslavom Vanjakom)
- Krešimir Ćosić, HKK Zadar, foaje kazališne kuće, 2005.

## Nagrade
Nagrada za životno djelo, 2021., DHK ogranak Zadar, Nagrada FIFE, HNS-a i MOO za amaterski rad na promociji nogometa 2001. godine, nagrada za razvoj školskog športa Saveza školskih sportskih društava Hrvatske 1976. / 1977.i Nagrada za životno djelo Zadarskoga lista 2018.